# 倫敦警察廳
倫敦警察廳（英語：Metropolitan Police Service），又譯大都会警察局等，是英國大倫敦地區的警察機關，於1829年在內政大臣羅伯特·皮爾主導下成立，負責著重大的國家任務，包括反恐、保護英國皇室、政府高層官員、居民和遊客等。
至2010年2月月底，倫敦警察廳共有52,111名人員，包括33,258名正規警察、2,988名志願警察、14,332名文職人員及4,520名社区服务警察，使倫敦警察廳成為全英國規模最龐大的警察組織。總監領導著整個機構的運作，並且對市长警务和犯罪办公室負責。
中文媒體或文獻經常將倫敦警察廳誤譯為「倫敦市警察」，该部门实际上是倫敦市的独立執法部門。

## 名称
倫敦警察廳有很多种英文简称，如「the Met」、「Met Pol」和「the MPS」。在成文法中常以小寫形式寫做「metropolitan police force」或「metropolitan police」，不加「service」。此外，倫敦警察廳亦時常因其原先的總部位於白廳大蘇格蘭廣場（Great Scotland Yard），而代稱為蘇格蘭場。倫敦警察廳目前的總部大楼位於西敏市境內的新蘇格蘭場。

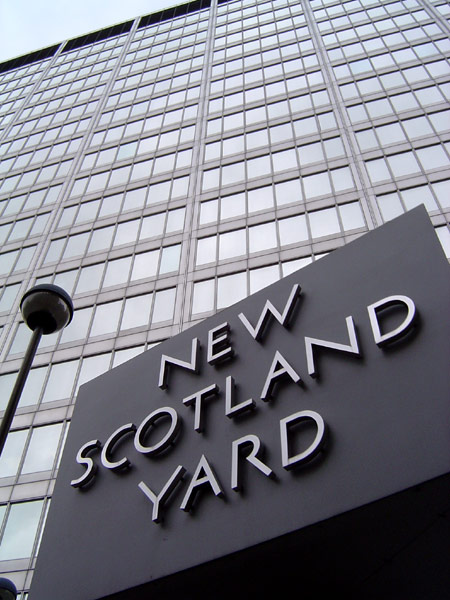
新蘇格蘭場，倫敦警察廳總部

## 「蘇格蘭場」的起源
蘇格蘭場（Scotland Yard、The Yard），又稱新苏格兰场（New Scotland Yard），是英國人對倫敦警察廳總部所在地一個轉喻式的稱呼。伦敦警察厅負責維持包括整個大倫敦地區的公共治安及交通秩序（但倫敦市除外，該區的警務由倫敦市警察管轄）。歷史上倫敦警察廳總部曾2次搬遷和重建，現時的總部大樓位於倫敦威斯敏斯特市百老匯10號，距離上議院大約200碼。
蘇格蘭場本身既不是位於蘇格蘭，也不負責蘇格蘭的警備。蘇格蘭場這個名字源自1829年，當時坐落在白廳廣場四號的倫敦警察廳開設有一扇後門，而後門正對著一條名為“大蘇格蘭場”（Great Scotland Yard）的街道。該地點可能是蘇格蘭和英格蘭合併組成聯合王國之前，蘇格蘭国王访问英格蘭时使用的宫殿或蘇格蘭王國驻英格蘭大使使用的宫殿。后来這扇後門變成了警察廳的公眾入口，而“蘇格蘭場”也漸漸成為了倫敦警察廳的代名詞。

## 搬遷與重建

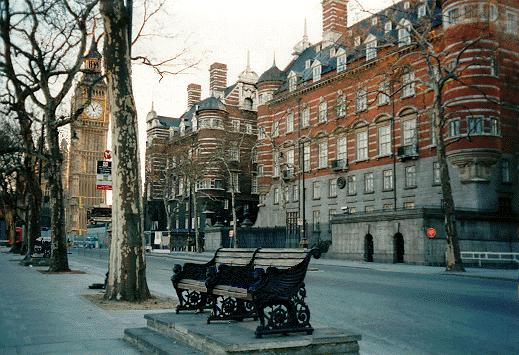
第一代新蘇格蘭場遺址

倫敦警察廳後來於1890年遷至維多利亞堤道（离今天英國國防部不远）。自踏入20世紀以來，為了適應新時代科學鑑證辦案方式以及大倫敦都會區日益繁重的警務需求，倫敦警察厅於1967年進行了擴建並再度遷至百老匯10號（10 Broadway）現址，儘管前後兩次搬遷相隔近80年，倫敦市民仍称这两个新地址为“新蘇格蘭场”。
最老的蘇格蘭場后来由英国陆军占用，成为陆军的征募所和皇家憲兵的指揮部。今天原来的建筑已经所剩无几。其中一座尚存的古建筑是今天的一个警局。1890年的新蘇格蘭場原址的一部分也依然是警局。

## 轄區及其他部門
倫敦警察廳的轄區大致上與32個倫敦自治市符合，但倫敦市設有自己的警察隊－倫敦市警察（City of London Police），因此不在警察廳的管轄範圍之下。
除了倫敦警察廳之外，還有其他的執法單位在大倫敦地區行使其權責，如下所示：
- 國防部警察（Ministry of Defence Police）：負責守衛英國國防部在全國各地的資產及所有物，包含了白廳的國防部總部，及所有位在倫敦警察廳轄區內的國防部資產。[18]
- 英國鐵路警察（英语：British Transport Police）：負責倫敦地鐵、碼頭區輕鐵及倫敦電車連線的治安維護。[19]
- 皇家公園警察（英语：Royal Parks Constabulary），負責巡邏大倫敦境內的主要大型公園，於2004年改屬倫敦警察廳管轄，其原先勤務改由皇家公園行動指揮組（英语：Royal Parks Operational Command Unit）代為執行。[20]此外還有另一支小規模的公園警察——邱園警隊（英语：Kew Constabulary））負責皇家植物園的治安維護，其警員在園區內擁有絕對的警察執法權。一些倫敦自治區議會則擁有自己區內公園的警察隊，例如東倫敦的紐漢公園警衛，職權範圍僅適用於公園規章，而且儘管其宣誓為公園相關法則之下的警察隊，卻沒有與警察法委派的警員同等的權限，因此不歸類為警察。[21]

值得一提的是，儘管擁有這些管轄專門領域的警察部門，倫敦警察廳仍然依法需為在其轄區內實行的法令負責，並且得以優先處理和進行倫敦地區的任何事故及調查。
倫敦警察廳的人員在全英格蘭和威爾斯境內都有管轄權，而擁有自己的特警隊的地區，如國防部及其他地區的地方警察部門，也包含在內。至於在蘇格蘭及北愛爾蘭，倫敦警察廳亦擁有有限度的權力。在有必要的時候，倫敦警察廳也會接管發生在英國鐵路警察、國防部警察轄區內的重大案件。恐怖攻擊和重大謀殺案則絕對由倫敦警察廳優先偵辦，就算這些案件發生在國防部所有地或鐵道系統內亦如此。（關於英格蘭及威爾斯警察管轄權的一個奇怪情形，就是當倫敦警察廳的人員若負責皇室成員或重要人士的安全時，就算在蘇格蘭及北愛爾蘭境內也得以全權行使相關任務）

## 警銜
倫敦警察廳使用標準的英國警銜，警察的階級以肩章區別，總警司以上有五個階級。倫敦警察廳在2003年10月批准了名牌襟章的使用，新進人員則自2004年9月起配戴魔鬼沾襟章。一般襟章上面刻有警員的警階及其姓氏。在倫敦警察廳於2009年G20倫敦高峰會期間挨批「試圖隱藏制服警員身上的識別碼」後，倫敦警察廳總監史蒂文森發表聲明：「公眾有權利在任何一位制服警員執勤期間，得以識別其編碼」。
| 警員 Police Constable | 警長 Sergeant | 督察 Inspector | 總督察 Chief Inspector | 警司 Superintendent | 總警司 Chief Superintendent |
|                       |               |                |                        |                     |                             |

| 警監 Commander | 副助理處長 Deputy Assistant Commissioner | 助理處長 Assistant Commissioner | 副處長 Deputy Commissioner | 處長 Commissioner |
|                |                                          |                                 |                            |                   |

以下列出倫敦警察廳的各級警銜，以及肩章上的圖案和文字：
- 警員（Police Constable，縮寫PC）：肩章上有所屬部門代號及識別編號。
- 警長（Sergeant，縮寫Sgt或PS）：肩章上有三條V形標誌，其下有部門代號及識別編號。代理巡佐的肩章則只有二條V形標誌（但這種方式嚴格來說是不正確的，且僅能短期使用）。
- 督察（Inspector，縮寫Insp）：肩章上有兩個巴斯星章
- 總督察（Chief Inspector，縮寫Ch Insp）：肩章上有三個巴斯星章。
- 警司（Superintendent，縮寫Supt）：肩章上有一個皇冠。
- 總警司（縮寫Ch Supt）：肩章上有一個皇冠，其下有一個巴斯星章。
- 警監（英语：Commander#British police rank）（Commander，縮寫Cmdr）：肩章上有兩根交叉的金屬頭手杖以桂冠包圍。階級為警監（英语：Commander#British police rank）以上的警察均為首席警官協會（英语：Association of Chief Police Officers）（ACPO）成員。
- 副助理處長（英语：Deputy Assistant Commissioner）（縮寫DAC）：肩章上有一個巴斯星章，其下是一個警监徽章。
- 助理處長（英语：Assistant Commissioner of Police of the Metropolis）（縮寫AC）：肩章上有一個皇冠，其下是一個警监徽章。
- 副處長（英语：Deputy Commissioner of Police of the Metropolis）：皇冠位於肩章最上方，其下是兩個水平排列的巴斯星章，最外側則是警监徽章。
- 處長：皇冠位於肩章最上方，其下是一個巴斯星章，最外側則是警监徽章。

倫敦警察廳同時也擁有數個活躍的志願警察學員單位對14至19歲的青少年開放。志願警察是一個附屬在自治市營運指揮組（Borough Operational Command Units）之下，由兼職志願者組成的隊伍。該單位擁有自己內部的階層架構。
倫敦警察廳的新進警員會有約28,605元英鎊的起薪（包含額外補貼），至2008年9月1日起，在受訓及見習期之後的薪水則調升至31,176元英鎊。之後則隨著該警員的執勤時數增加而持續上漲，在十年之後漲到39,373元英鎊的最高點。
至於在女性警察在警銜之前加上「女」字樣（如女警員、女巡佐等）的做法在1999年之後遭到淘汰。刑事偵緝處（CID）位階達到總警司層級的成員則會在其警銜之前加上「偵查」的字樣。其他如政治保安處及兒童保護處等部門則得到非偵查性質的「分部偵查（Branch Detective）」的地位，使其同樣得以使用「偵查」的稱謂。這些偵查部門的縮寫方式有DC、DS、DI等，與其相對應的制服警察單位在等級上享有同等的地位，但都沒有像其一樣獲授監督權及額外的支薪。

## 警隊編制

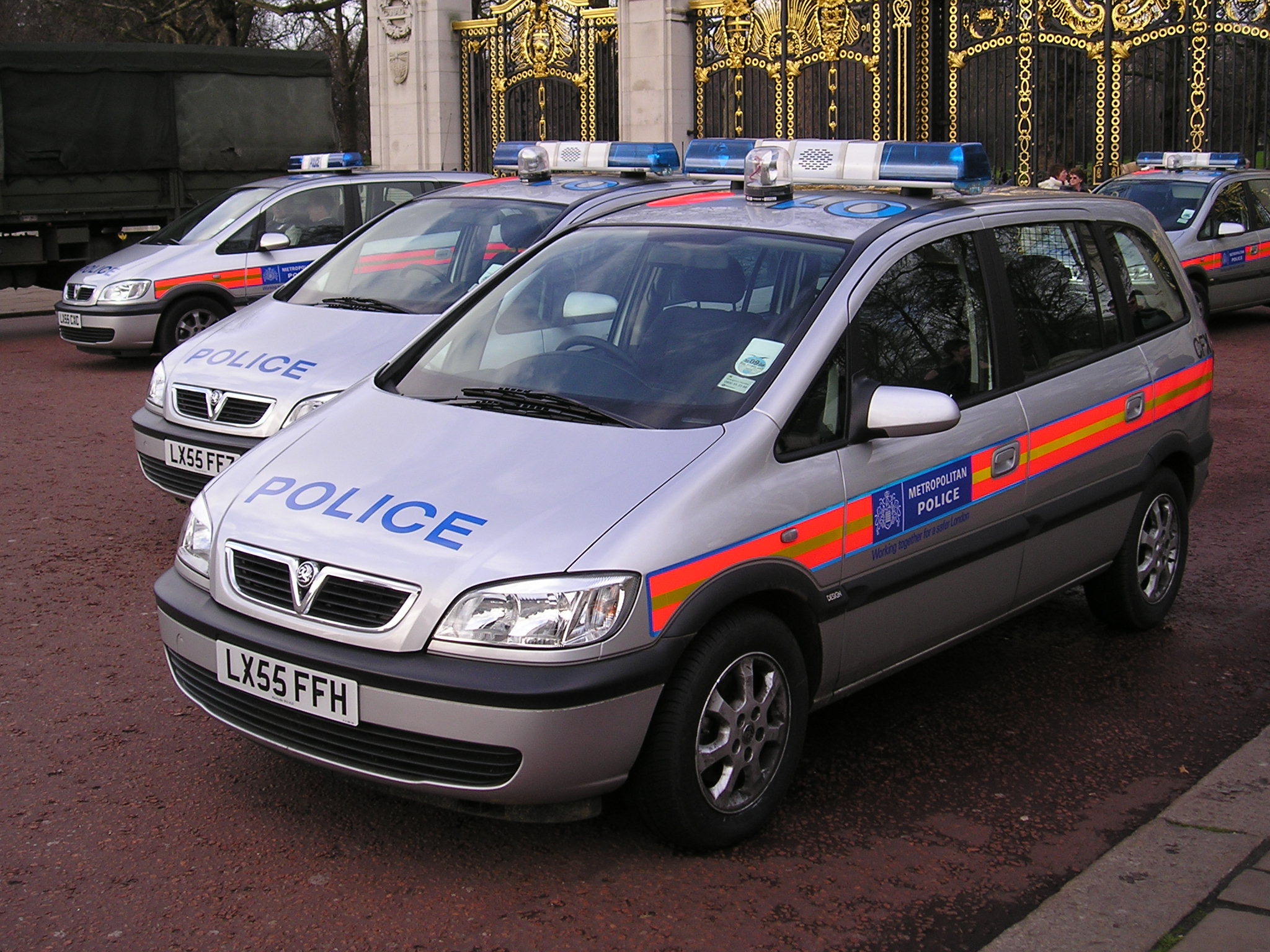
倫敦警察廳用車

倫敦警察廳的工作人員包含了正規警察、志願警察、文職人員及社區服務警察等。
交通警察的制服上附有黃色及黑色的反光條紋，以與一般民間的管理員區別。交通警察相較於後者，擁有更大的公權力，比如攔截車輛、在交通事故時疏導交通等。

### 2010年警隊總編制

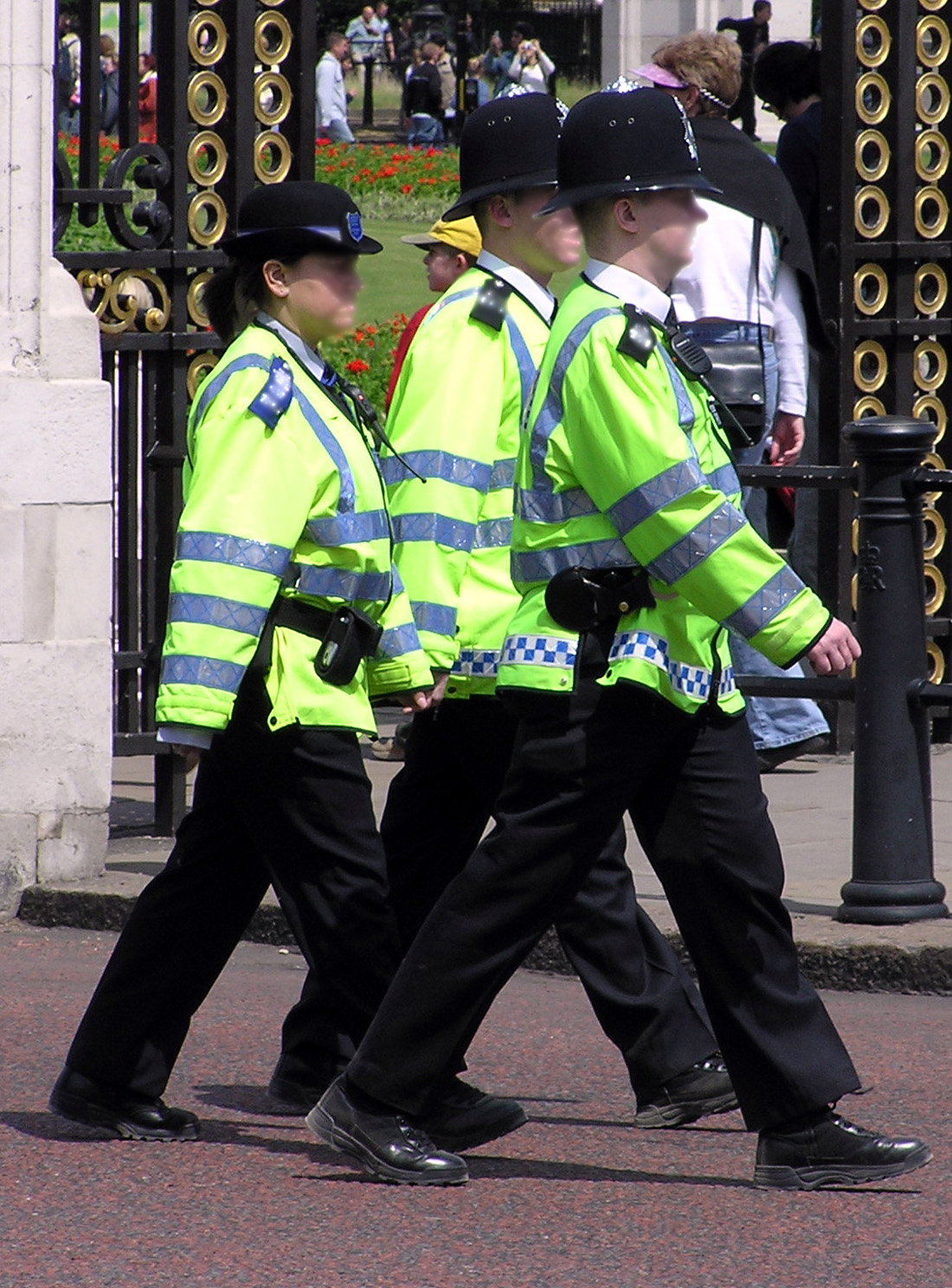
白金漢宮附近的兩名警察廳警官及一名社区服务警察（Community Support Officer）

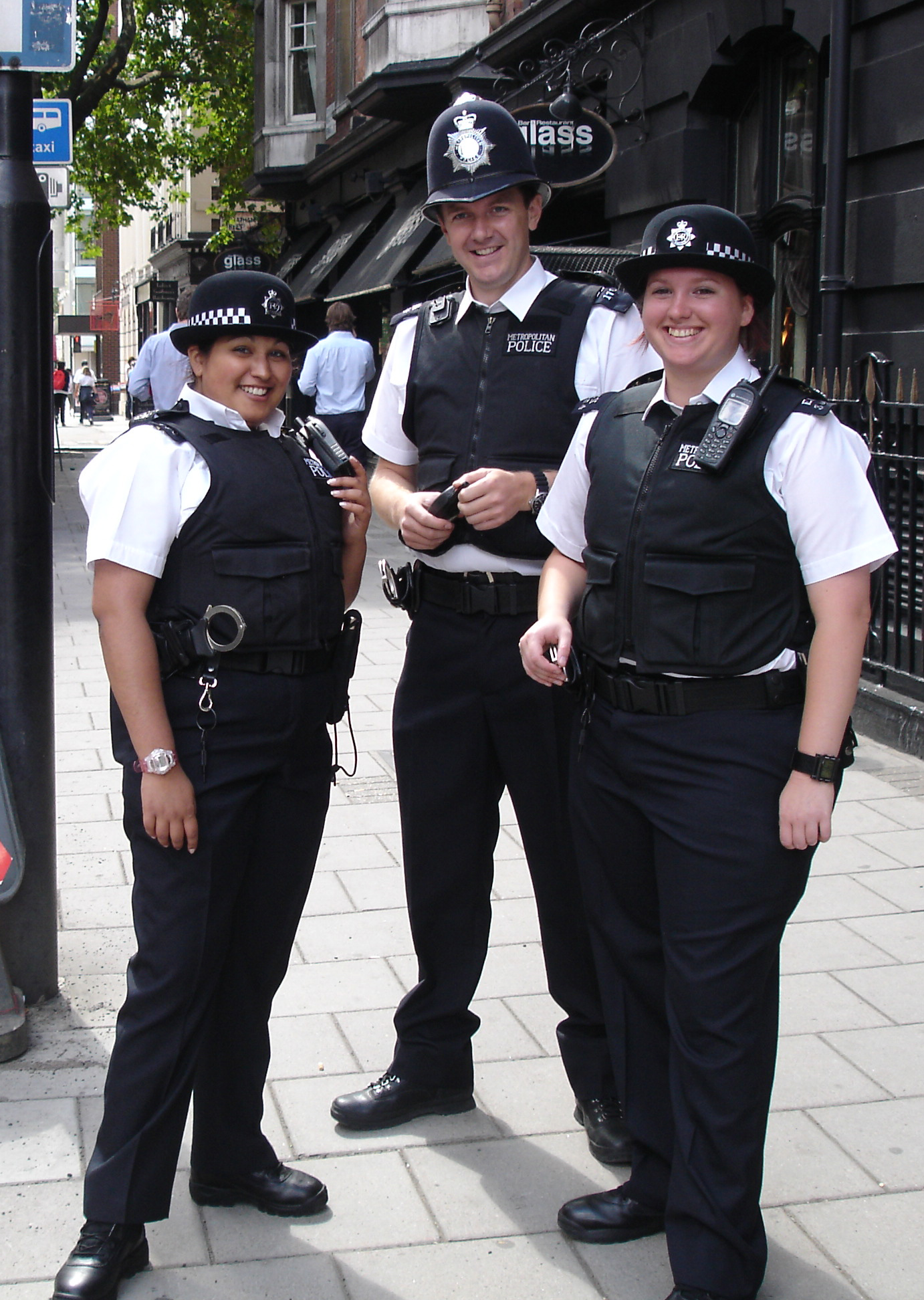
2007在倫敦蘇活區的三名警員

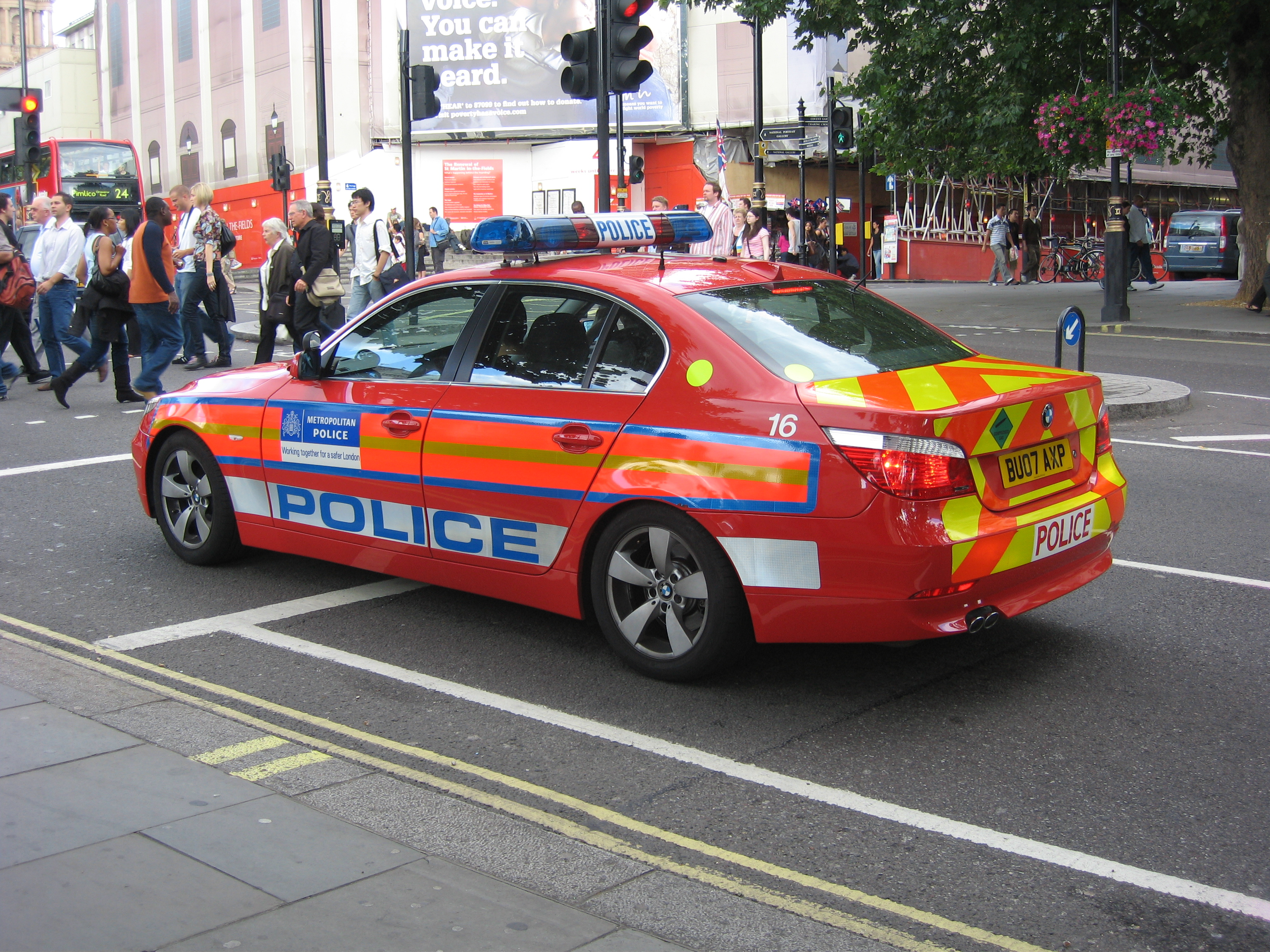
倫敦警察廳议会及外交人员保护组的警車

- 正規警察（Regular Police Officers）：33,235人[30]
- 社区服务警察（Police Community Support Officers）：4,513人[30]
- 志願警察（Special Constables）：2,973人[30]
- 交通警察：470人[30]
- 騎行警察：120人[31]
- 其他職員：14,291[30]

### 歷年警隊編制
- 2009年：35,804 [32]
- 2004年：31,000人（近似值）[33]
- 2003年：28,000人（近似值）[33]
- 2001年：25,000人（近似值）[34]
- 1984年：27,000人（近似值）[35]
- 1965年：18,016人[36]
- 1952年：16,400人[37]
- 1912年：20,529人[38]

### 每年支出
（以下資料每隔約25年列出一次）
- 1829年／1830年– ￡194,126
- 1848年：￡437,441
- 1873年：￡1,118,785
- 1898年：￡1,812,735
- 1923年：￡7,838,251
- 1948年：￡12,601,263
- 1973年：￡95,000,000
- 1998年／1999年：￡2,033,000,000

### 犯罪案件數量
（以下資料為發生在倫敦警察廳轄區內的犯罪案件數量，每隔約25年列出一次）
- 1829年／1830年：20,000宗
- 1848年：15,000宗
- 1873年：20,000宗
- 1898年：18,838宗
- 1923年：15,383宗
- 1948年：126,597宗
- 1973年：355,258宗
- 1998年／1999年：934,254宗

## 警察局

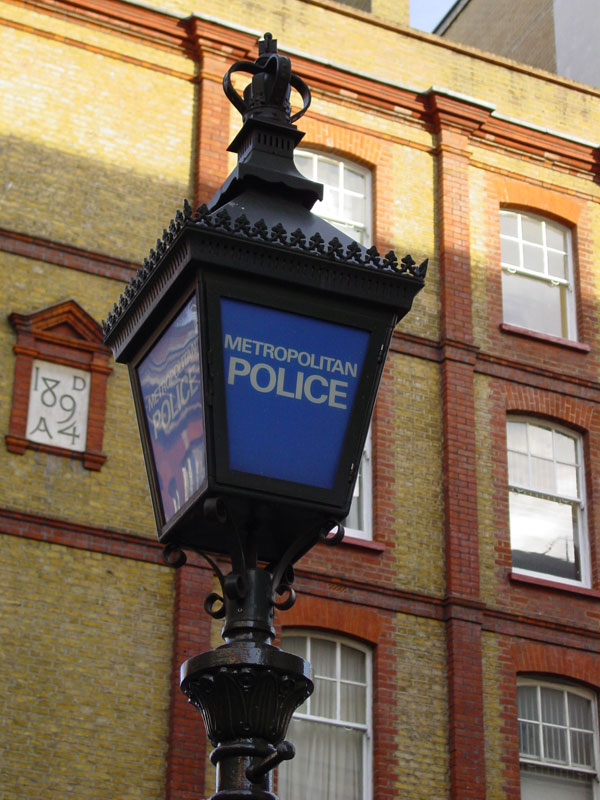
倫敦大部分警察局外可見的典型藍色標示燈。該圖攝於弓街（Bow Street）分局外部。

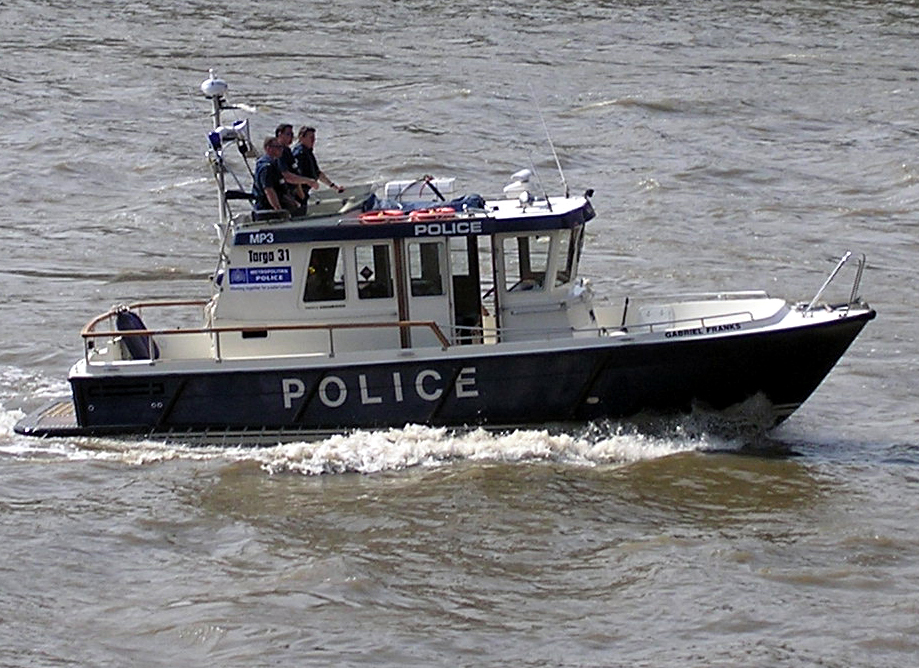
倫敦水警的巡邏船在泰晤士河上執勤

除了新蘇格蘭場的總局之外，倫敦地區的警察分局約有140個。這些分局當中包含了全年無休的大型自治市警局，及只有上班時間，甚至一星期內特定幾天才會開放的小型派出所。當中歷史最悠久的分局於1881年在弓街）啟用，在1992年關閉。其隔壁的弓街裁判司署亦於2006年7月14日終止運作。而位於威平的分局則是目前仍在運作中的警局當中最老的一個，於1908年開始運作。它是水上警察的總部所在地，該單位負責泰晤士河的安全事宜，並擁有一個停屍間及河道警察博物館。帕丁頓葛林警察局）則由於其在地底下羈押了一群涉及恐怖活動的嫌犯而聲名大噪。
倫敦大部分的警局均可藉由其入口外部一個或多個的藍色街燈辨識出來，這種藍燈在1861年開始使用。
倫敦的警察局大多擁有以下人員及設施：
- 負責處理緊急電話號碼的制服警員。
- 組成特定區域巡邏隊的制服警員。
- 負責派駐在社區協助警務的社區服務警察。
- 負責執行停車法規的交通警察。
- 負責給予建議、家庭訪問、分發隨身警報器的非警方反犯罪人員。
- 負責發放槍枝使用證照及處理相關事務的非警方槍械調查員（英语：Firearms Enquiries Officer）（FAO）
- 負責與民眾互動的非警方接待人員和社區服務警察，以及總管理處。
- 負責按壓指紋、管理犯人身分及檔案的非警方職員。
- 警方見習營成員
- 志願警察。
- 刑事偵緝處（英语：Criminal Investigation Department）的探員，亦可能有由總督察領導的偵查警員（英语：Detective Constable）、偵查巡佐及偵查警督（英语：Inspector#United Kingdom）。
- 大部分的警察局都設有隔間以安置嫌犯或罪犯。

在2004年，英國著名智庫公共政策研究所呼籲當局推出更為創新的警察局計畫，以改善警方及社區之間的關係。

## 重大案件
以下列出倫敦警察廳參與過的重大案件、調查及涉及的爭議事件：
- 1888年－1891年白教堂命案（英语：Whitechapel murders）：被懷疑是殺了五名娼妓的開膛手傑克所為，另有六名未經確認的嫌犯。同時有具遭到肢解的遺體在蘇格蘭場的工地由人尋獲，亦被懷疑是傑克犯下的案子，史稱白教堂謎團（英语：The Whitehall Mystery）。
- 1911年1月2日錫得尼街之圍（Siege of Sidney Street）：一群拉脫維亞幫派份子在搶劫珠寶店失敗後，藏匿在錫得尼街100號內。時任內政大臣的溫斯頓·邱吉爾之後抵達現場指揮圍攻行動，並批准蘇格蘭衛隊）的分遣部隊自倫敦塔到場協助倫敦警察廳[44]。
- 1970年代－1990年代臨時愛爾蘭共和軍炸彈攻擊（英语：Provisional IRA campaign 1969–1997）：在20世紀最後的25年，臨時愛爾蘭共和軍）在倫敦警察廳的轄區及倫敦中央發動了數次炸彈攻擊事件[45]
- 1975年2月28日沼澤門地鐵撞車事故：一列地鐵列車煞車不及，撞上隧道終端的緩衝器，成為地鐵系統在非戰爭時期死傷最慘重的意外，超過42人喪生[46]。
- 1976年8月30日諾丁丘嘉年華暴動：在倫敦警察廳試圖逮捕一名扒手之後，一場暴動接踵而至，導致100多名警員送醫[47]。
- 1987年11月18日國王十字站大火：一座木製的電扶梯底下由於乘客丟棄菸蒂而引發火苗，很快便由月台向上燒到售票大廳。烈焰及濃煙奪走了31條人命，包含一名消防隊小隊長[48]。
- 2005年7月7日倫敦爆炸案[49]
- 2009年二十国集团伦敦峰会：倫敦警察廳在高峰會期間，使用圍堵的方式遏制大批示威群眾，這種戰略招致「將群眾無差別囚錮在內」之批評。在混亂中，一名旁觀者Ian Tomlinson（英语：Death of Ian Tomlinson）被一名警員推倒在地後宣告不治[50]。一名地區支援課（英语：Territorial Support Group））的巡佐在其擊打一名婦女面部的畫面錄影下來後遭到停職，但後來卻脫罪[51]。而警方在事後就大批示威民眾的應對手段進行檢討[52]。
- 2011年英國騷亂：倫敦警察廳在倫敦北部的托特纳姆掃黑時，警員開槍射殺一名男子马克·達根[53][54]。此事件成為之後英國各大城市暴動的導火線之一。

|  |  |  |

## 重大疏失
以下列出倫敦警察廳的不當執法行為及重大疏失：

### 瓊·查爾斯·德梅內塞斯命案
巴西公民瓊·查爾斯·德梅內塞斯因遭倫敦警察廳誤認為恐怖分子，在倫敦地鐵斯托克韋爾站遭到便衣警察近距離射擊，當場身亡。倫敦警察廳因此面臨刑事訴訟。審判於2007年10月1日開始，在12月1日倫敦警察廳處以175,000元英鎊罰金。

## 其他
伦敦警察厅的犯罪数据库称为「Home Office Large Major Enquiry System」（内政部大型重要查詢系统），其缩写是HOLMES，用以纪念英國著名偵探小說家柯南道爾爵士筆下的大侦探歇洛克·福尔摩斯。
伦敦警察厅过去的电话号码是1212，今天，伦敦大多数警察局和蘇格蘭場本身的电话号码依然以1212作为最后四个号码。
一篇發表於1964年紐約時報的文章曾寫道：“如果說華爾街這個名字代表著紐約的金融王國，那麼蘇格蘭場也起著相同的作用——代表著倫敦警察廳的一舉一動。”

## 外部連結
- Metropolitan Police website 倫敦警察廳官方網站（页面存档备份，存于）（英文）
- Metropolitan Police Crime Academy （页面存档备份，存于）（英文）
- Metropolitan Police Leadership Academy （页面存档备份，存于）（英文）
- Metropolitan Police Federation（英文）
- 英國警察的組織體系及職責－中國駐英大使館（繁體中文）